# 吉拉索莱
吉拉索莱（義大利語：Girasole），是意大利撒丁大区努奥罗省的一个市镇。总面积12.98平方公里，人口1159人，人口密度89.3人/平方公里（2009年）。ISTAT代码为105007。